# Brøndby IF (féminines)
Cet article concerne le club de football féminin. Pour le club de football masculin, voir Brøndby IF.
Maillots

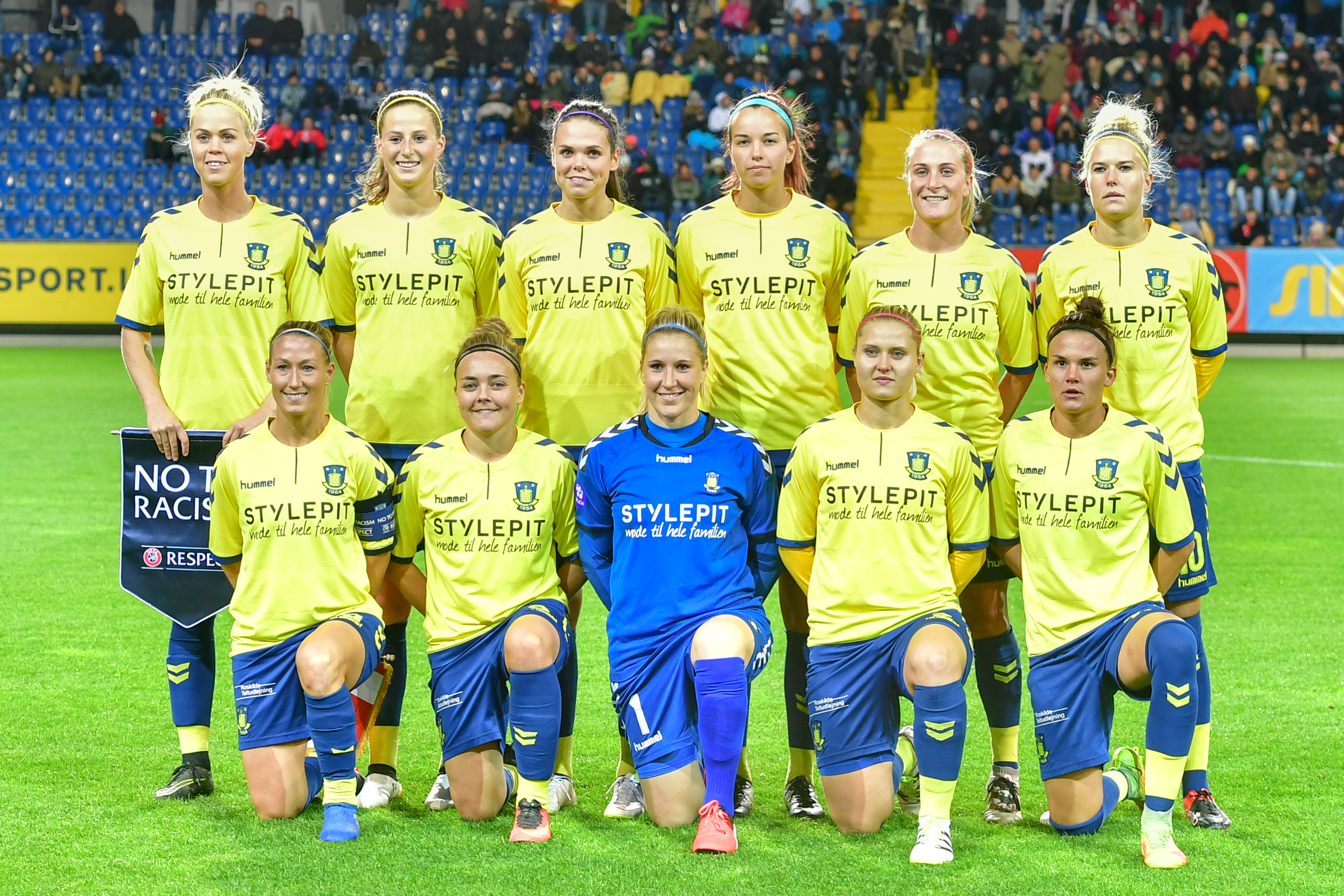
2016

Le Brøndby IF est un club danois de football féminin basé à Brøndby. Elle est la section féminine du Brøndby IF.

## Histoire
La section féminine du Brøndby IF est créée dans les années 1980. Dans les années 2000 et 2010, l'équipe domine le football féminin danois avec le Fortuna Hjørring. Avec 12 titres de championnes du Danemark, le club est le plus titré du pays.
En 2003, le club remporte son premier championnat danois. C'est le début du succès pour Brøndby, qui triomphe lors des cinq éditions suivantes, s'adjugeant au passage quelques coupes du Danemark.
En 2004, le club atteint les demi-finales de Coupe d'Europe, et est éliminée par les Suédoises d'Umeå IK, tenantes du titre et futur vainqueur de la compétition.Trois ans plus tard, après avoir joué contre l'Olympique lyonnais pour le premier match européen du futur géant de Ligue des Champions, elles butent à nouveau en demi-finales contre le futur vainqueur de la compétition, Arsenal, sur un score cumulé de 5-2. Elles devront attendre la saison 2014-2015 pour retrouver ce stade de la compétition, où elles seront encore une fois éliminées par les futures championnes d'Europe, le 1. FFC Francfort. Cette saison est la première de l'entraîneur Per Nielsen, arrivé après la démission de Peer Lisdorf.
Lors de la saison 2018-2019, Brøndby est sacré champion du Danemark après avoir remporté le match du titre face au Fortuna Hjørring malgré 80 minutes en infériorité numérique. La saison suivante, handicapées par la blessure de Louise Winter et une fin de saison écourtée à cause du Covid-19, elles échouent à la deuxième place. De nombreux cadres quittent alors l'équipe pour rejoindre d'autres clubs européens. La saison 2020-2021 se jouant à huis clos pour respecter les conditions sanitaires, le club se trouve en difficulté financièrement, et propose aux supporters de contribuer en achetant des billets virtuels.

## Palmarès
- Championnat du Danemark (12)
  - Champion : 2003, 2004, 2005, 2006, 2007, 2008, 2011, 2012, 2013, 2015, 2017 et 2018-2019

- Coupe du Danemark (10)
  - Vainqueur : 2004, 2005, 2007, 2010, 2011, 2012, 2013, 2014, 2015, 2017 et 2018
  - Finaliste : 2001, 2002 et 2016

## Parcours en Coupe d'Europe
| Saison    | Tour                       | Adversaire                 | Aller             | Retour            | Score total       |
| --------- | -------------------------- | -------------------------- | ----------------- | ----------------- | ----------------- |
| 2003-2004 | Phase de groupes           | Kilmarnock FC              | 2 - 0             | 2 - 0             | 2 - 0             |
| 2003-2004 | Phase de groupes           | KR Reykjavik               | 1 - 0             | 1 - 0             | 1 - 0             |
| 2003-2004 | Phase de groupes           | ŽFK Mašinac PZP Niš        | 4 - 0             | 4 - 0             | 4 - 0             |
| 2003-2004 | 1/4 finale                 | Gömrükçü Bakou             | 9 - 0             | 0 - 3             | 12 - 0            |
| 2003-2004 | 1/2 finale                 | Umeå IK                    | 2 - 3             | 1 - 0             | 2 - 4             |
| 2004-2005 | 2e phase de groupes        | FC Energiya Voronej        | 1 - 1             | 1 - 1             | 1 - 1             |
| 2004-2005 | 2e phase de groupes        | Alma KTZH                  | 2 - 0             | 2 - 0             | 2 - 0             |
| 2004-2005 | 2e phase de groupes        | SK Trondheims-Ørn          | 0 - 2             | 0 - 2             | 0 - 2             |
| 2005-2006 | 2e phase de groupes        | FK Lada Togliatti          | 2 - 0             | 2 - 0             | 2 - 0             |
| 2005-2006 | 2e phase de groupes        | AZS Wrocław                | 1 - 3             | 1 - 3             | 1 - 3             |
| 2005-2006 | 2e phase de groupes        | Arsenal LFC                | 1 - 0             | 1 - 0             | 1 - 0             |
| 2005-2006 | 1/4 finale                 | Montpellier HSC            | 3 - 0             | 1 - 3             | 1 - 6             |
| 2006-2007 | 2e phase de groupes        | FC Femina                  | 5 - 1             | 5 - 1             | 5 - 1             |
| 2006-2007 | 2e phase de groupes        | WFC Rossiyanka             | 2 - 1             | 2 - 1             | 2 - 1             |
| 2006-2007 | 2e phase de groupes        | Arsenal LFC                | 1 - 0             | 1 - 0             | 1 - 0             |
| 2006-2007 | 1/4 finale                 | 1. FFC Turbine Potsdam     | 3 - 0             | 1 - 2             | 4 - 2             |
| 2006-2007 | 1/2 finale                 | Arsenal LFC                | 2 - 2             | 0 - 3             | 2 - 5             |
| 2007-2008 | 2e phase de groupes        | Olympique Lyonnais         | 0 - 0             | 0 - 0             | 0 - 0             |
| 2007-2008 | 2e phase de groupes        | AC Sparta Prague           | 2 - 1             | 2 - 1             | 2 - 1             |
| 2007-2008 | 2e phase de groupes        | Kolbotn Fotball            | 0 - 1             | 0 - 1             | 0 - 1             |
| 2007-2008 | 1/4 finale                 | ASDCF Bardolino Vérone     | 0 - 1             | 1 - 0 (2 - 3 tab) | 1 - 1             |
| 2008-2009 | 2e phase de groupes        | Levante UD                 | 1 - 0             | 1 - 0             | 1 - 0             |
| 2008-2009 | 2e phase de groupes        | WFC Naftokhimik Kalush     | 5 - 1             | 5 - 1             | 5 - 1             |
| 2008-2009 | 2e phase de groupes        | FCR Duisbourg              | 4 - 1             | 4 - 1             | 4 - 1             |
| 2008-2009 | 1/4 finale                 | Zvezda 2005                | 2 - 4             | 3 - 1             | 3 - 7             |
| 2009-2010 | Phase de qualifications    | Cardiff City LFC           | 5 - 0             | 5 - 0             | 5 - 0             |
| 2009-2010 | Phase de qualifications    | Birkirkara FC              | 6 - 0             | 6 - 0             | 6 - 0             |
| 2009-2010 | Phase de qualifications    | SU 1er Décembre            | 0 - 1             | 0 - 1             | 0 - 1             |
| 2009-2010 | 1/16 finale                | AZ Alkmaar                 | 1 - 2             | 1 - 1             | 3 - 2             |
| 2009-2010 | 1/8 finale                 | 1. FFC Francfort           | 1 - 0             | 0 - 4             | 0 - 5             |
| 2010-2011 | Phase de qualifications    | FC Roma Calfa              | 6 - 0             | 6 - 0             | 6 - 0             |
| 2010-2011 | Phase de qualifications    | Gazi Üniversitesispor      | 12 - 0            | 12 - 0            | 12 - 0            |
| 2010-2011 | Phase de qualifications    | FC NSA Sofia               | 0 - 3             | 0 - 3             | 0 - 3             |
| 2010-2011 | 1/16 finale                | RTP Unia Racibórz          | 1 - 2             | 0 - 1             | 2 - 2e            |
| 2010-2011 | 1/8 finale                 | Everton LFC                | 1 - 4             | 1 - 1             | 2 - 5             |
| 2011-2012 | 1/16 finale                | Standard de Liège          | 0 - 2             | 3 - 4             | 5 - 4             |
| 2011-2012 | 1/8 finale                 | Torres CF                  | 2 - 1             | 1 - 3             | 5 - 2             |
| 2011-2012 | 1/4 finale                 | Olympique Lyonnais         | 4 - 0             | 0 - 4             | 0 - 8             |
| 2012-2013 | 1/16 finale                | Stabæk Fotball             | 2 - 0             | 3 - 3             | 3 - 5             |
| 2013-2014 | 1/16 finale                | FC Barcelone               | 0 - 0             | 2 - 2             | 2 - 2e            |
| 2014-2015 | 1/16 finale                | Apollon Limassol LFC       | 1 - 0             | 3 - 1(a.p.)       | 3 - 2             |
| 2014-2015 | 1/8 finale                 | FK Gintra Universitetas    | 5 - 0             | 2 - 0             | 5 - 2             |
| 2014-2015 | 1/4 finale                 | Linköpings FC              | 0 - 1             | 1 - 1             | 2 - 1             |
| 2014-2015 | 1/2 finale                 | 1. FFC Francfort           | 7 - 0             | 0 - 6             | 0 - 13            |
| 2015-2016 | 1/16 finale                | Slavia Prague              | 4 - 1             | 1 - 0             | 2 - 4             |
| 2016-2017 | 1/16 finale                | FSK Sankt Pölten-Spratzern | 0 - 2             | 2 - 2             | 4 - 2             |
| 2016-2017 | 1/8 finale                 | Manchester City WFC        | 1 - 0             | 1 - 1             | 1 - 2             |
| 2017-2018 | 1/16 finale                | Lillestrøm                 | 0 - 0             | 1 - 3             | 1 - 3             |
| 2018-2019 | 1/16 finale                | Juventus FC                | 2 - 2             | 1 - 0             | 3 - 2             |
| 2018-2019 | 1/8 finale                 | Lillestrøm                 | 1 - 1             | 0 - 2             | 1 - 3             |
| 2019-2020 | 1/16 finale                | Piteå IF                   | 0 - 1             | 1 - 1             | 2 - 1             |
| 2019-2020 | 1/8 finale                 | Glasgow City LFC           | 0 - 2             | 0 - 2 (1 - 3 tab) | 2 - 2             |
| 2020-2021 | 1/16 finale                | Vålerenga FD               | 1 - 1 (5 - 4 tab) | 1 - 1 (5 - 4 tab) | 1 - 1 (5 - 4 tab) |
| 2020-2021 | 1/8 finale                 | Olympique Lyonnais         | 2 - 0             | 1 - 3             | 1 - 5             |
| 2021-2022 | 1er tour de qualifications | Kristianstads DFF          | 0 - 1             | 0 - 1             | 0 - 1             |
| 2021-2022 | 1er tour de qualifications | 1. FC Slovácko             | 2 - 1             | 2 - 1             | 2 - 1             |
| 2023-2024 | 1er tour de qualifications | Celtic Glasgow             | 0 - 1             | 0 - 1             | 0 - 1             |
| 2023-2024 | 1er tour de qualifications |                            |                   |                   |                   |